# Vännäsberget
Ej att förväxla med Vännäs och Vännäsby i Västerbotten.
Vännäsberget (finska: Ventaniemi), även kallat Vännäs och Vändnäs historiskt, är en småort i Överkalix kommun i Norrbotten. Byn ligger på en landtunga mellan Ängesån och Kalixälven men har kameralt även innefattat Gyljen. Orten förlorade 2010 sin status som tätort på grund av minskande befolkning.

## Historik
Ett av de Avro Lancaster bombplan ur Royal Air Force som sänkte det tyska slagskeppet Tirpitz i Troms i Nordnorge nödlandade här den 12 november 1944. Under 2017 lade Skanova ner det kopparbaserade telenätet på orten. På orten fanns tidigare idrottsföreningen Vännäsbergets IF som spelade i tredje högsta serien i fotboll 1965.

### Administrativa tillhörigheter
Vännäsberget ligger i Överkalix socken som bildade Överkalix landskommun i samband med kommunreformen 1863. I samband med kommunreformen 1971 ombildades kommunen till Överkalix kommun, som Vännäsberget har tillhört sedan dess.

### Befolkningsutveckling
| Befolkningsutvecklingen i Vännäsberget 1950–2015 | Befolkningsutvecklingen i Vännäsberget 1950–2015 | Befolkningsutvecklingen i Vännäsberget 1950–2015 | Befolkningsutvecklingen i Vännäsberget 1950–2015 | Befolkningsutvecklingen i Vännäsberget 1950–2015 |
| --- | ------------------------------------------------ | ------------------------------------------------ | ------------------------------------------------ | ------------------------------------------------ |
| |                                                  |                                                  |                                                  |                                                  |
| År |                                                  |                                                  | Folkmängd                                        | Areal (ha)                                       |
| 1950 | 1950                                             |                                                  | 306                                              | ##                                               |
| 1960 | 1960                                             |                                                  | 316                                              | 120                                              |
| 1965 | 1965                                             |                                                  | 291                                              | 119                                              |
| 1970 | 1970                                             |                                                  | 238                                              | 119                                              |
| 1975 | 1975                                             |                                                  | 226                                              | 60                                               |
| 1980 | 1980                                             |                                                  | 202                                              | 116                                              |
| 1990 | 1990                                             |                                                  | 218                                              | 115                                              |
| 1995 | 1995                                             |                                                  | 220                                              | 115                                              |
| 2000 | 2000                                             |                                                  | 209                                              | 115                                              |
| 2005 | 2005                                             |                                                  | 207                                              | 114                                              |
| 2010 | 2010                                             |                                                  | 178                                              | 114**                                            |
| 2010 | 2010                                             |                                                  | 142                                              | 56#                                              |
| 2015 | 2015                                             |                                                  | 180                                              | 96#                                              |
| Anm.: Upphörde som tätort 2010. Ny småort med minskat område 2010. ## Som tätort/befolkningsagglomeration 1920–1950. ** Som upphörd tätort (mindre än 200 invånare) # Som småort. |                                                  |                                                  |                                                  |                                                  |

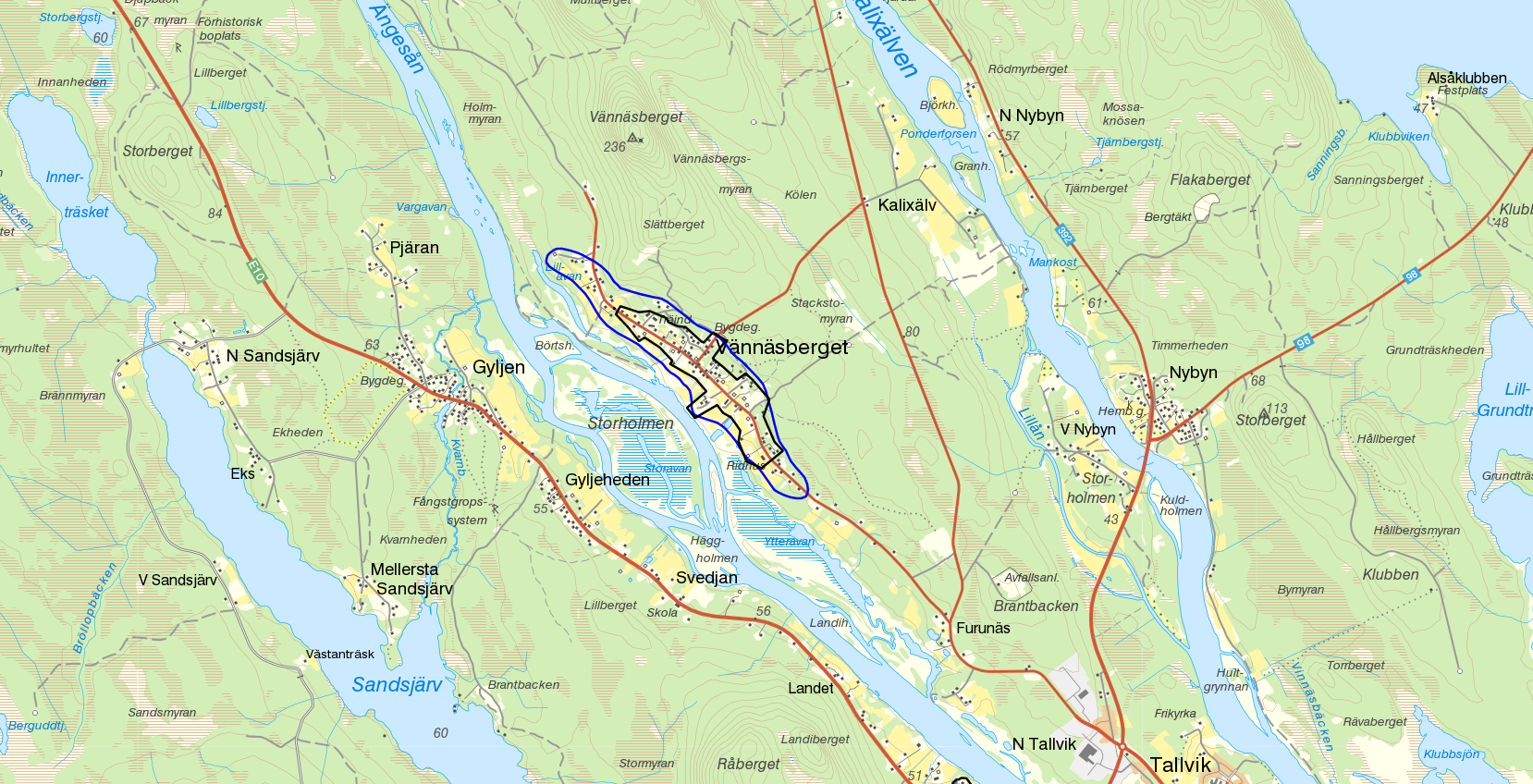
Den av Statistiska centralbyrån avgränsade tätorten Vännäsberget, med gränserna från tätortsavgränsningen 2005 i blått och småorten Vännäsberget med gränserna från småortsavgränsningen 2010 i svart.

I samband med tätortsavgränsningen 1975 avgränsades tätorten på den nya ekonomiska kartan.